# Chain Reaction
Chain Reaction is een nummer van de Amerikaanse zangeres Diana Ross uit 1985. Het is de tweede single van haar zestiende studioalbum Eaten Alive.
"Chain Reaction" werd geschreven door de Bee Gees, en Barry Gibb is te horen als achtergrondzanger. Volgens de biografie van de Gibbs hadden de broers aanvankelijk hun bedenkingen toen ze Ross het nummer aanboden, omdat het "te Motown-achtig" voor haar zou zijn. In de Amerikaanse Billboard Hot 100 was het met een 66e positie maar matig succesvol, terwijl het in het Verenigd Koninkrijk (het thuisland van de Gibbs) de nummer 1-positie wist te bereiken. In Nederland was de plaat in de hitlijsten weer minder succesvol met een 2e positie in de Tipparade, wel werd het een radiohit.

## NPO Radio 2 Top 2000
Chain Reaction stond alleen in 1999 in de NPO Radio 2 Top 2000, op plek 1591.